# Nakera Simms
Nakera Simms (...) è una modella bahamense, eletta Miss Bahamas 2001.
Ha rappresentato le Bahamas in occasione del concorso di bellezza internazionale Miss Universo 2001, dove pur non riuscendo ad entrare nella rosa delle quindici finaliste della manifestazione, ha ottenuto titolo di Miss Congeniality.
In seguito la modella ha lavorato come presentatrice di vari show e concorsi di bellezza organizzati nelle Bahamas. Nel 2004 la Simms è stata scelta come presidentessa dell'organizzazione Toastmasters Club 7178.